# بوکووسکا وولا
بوکووسکا وولا (به لهستانی:  Bukowska Wola) یک روستا در لهستان است که در Gmina Miechów واقع شده‌است. بوکووسکا وولا ۴۹۰ نفر جمعیت دارد.